# Czerwiaczowo
Czerwiaczowo – dawna wieś. Tereny, na których leżała, znajdują się obecnie na Białorusi, w obwodzie mińskim, w rejonie miadzielskim, w sielsowiecie Słoboda.

## Historia
W czasach zaborów w granicach Imperium Rosyjskiego.
W dwudziestoleciu międzywojennym zaścianek a następnie wieś leżała w Polsce, w województwie wileńskim, w powiecie duniłowickim (od 1926 postawskim), w gminie Miadzioł a następnie w gminie Żośna.
Według Powszechnego Spisu Ludności z 1921 roku zamieszkiwało tu 56 osób, wszystkie były wyznania prawosławnego i zadeklarowały białoruską przynależność narodową. Było tu 10 budynków mieszkalnych. W 1931 w 11 domach zamieszkiwały 63 osoby.
Miejscowość należała do parafii rzymskokatolickiej w Żośnie. Podlegała pod Sąd Grodzki w Miadziole i Okręgowy w Wilnie; właściwy urząd pocztowy mieścił się w Słobodzie.